# Столкновение поездов в Одише
Столкновение трёх поездов в индийском штате Одиша произошло 2 июня 2023 года возле города Баласор. Пассажирский поезд Coromandel Express, следовавший из Калькутты в Ченнаи, съехал на боковой путь и врезался в товарный поезд. Опрокинутые вагоны столкнулись со сверхскоростным экспрессом Хаора—Бангалор. Погибло 295 человек, более 1175 были ранены. По числу жертв железнодорожная катастрофа является третьей в истории Индии, уступая крушению в Бихаре и Фирозабадской железнодорожной катастрофе.

## Ход событий

Схема катастрофы

Авария произошла около 19:00 вечера местного времени, когда следовавший из Калькутты в Ченнаи поезд Coromandel Express выехал на боковой путь и со скоростью 130 километров в час врезался в стоявший грузовой поезд, заполненный железной рудой. От удара локомотив и четыре-пять вагонов пассажирского поезда сошли с рельсов и столкнулись со сверхскоростным экспрессом Хаора—Бангалор, движущимся со скоростью 115 километров в час. Встречный поезд также сошёл с рельсов. Два поезда перевозили предположительно свыше 3000 человек.
5 июня было возобновлено движение поездов.
В день катастрофы было заявлено о 275 погибших пассажиров. Позднее было ошибочно сообщено о 288 погибших. По другим данным погибло 278 или 294 человека. Через 2 месяца со дня катастрофы сообщено о 295 погибших, среди которых 26 были не идентифицированы.

## Расследование
По словам министра путей сообщения Индии Ашвини Вайшнавы, столкновение произошло из-за изменения в электронной блокировке. Расследование происшествия было передано в Центральное бюро расследований.